# Dematioscypha
Dematioscypha Svrček   – rodzaj workowców z klasy Leotiomycetes.

## Systematyka i nazewnictwo
Pozycja w klasyfikacji według Index Fungorum
Hyaloscyphaceae, Helotiales, Leotiomycetidae, Leotiomycetes, Pezizomycotina, Ascomycota, Fungi.
Gatunki  występujące w Polsce
- Dematioscypha dematiicola (Berk. & Broome) Svrček 1977

Nazwy naukowe na podstawie Index Fungorum. Wykaz gatunków według Karasińskiego i in.